# Dipsas sanctijoannis
Dipsas sanctijoannis är en ormart som beskrevs av Boulenger 1911. Dipsas sanctijoannis ingår i släktet Dipsas och familjen snokar. Inga underarter finns listade i Catalogue of Life.
Arten förekommer i bergstrakter i norra Colombia. Den vistas i regioner som ligger 1700 till 2300 meter över havet. Habitatet utgörs av olika slags skogar. Denna orm är nattaktiv. Honor lägger ägg.
Det är oklart om skogens omvandling till jordbruksmark som pågår i regionen påverkar arten. IUCN listar Dipsas sanctijoannis med kunskapsbrist (DD).